# بينزايتين
بينزايتين (باليابانية: 弁才天) وعرفت أيضاً باسم بينتين وهي إلهة يابانية في الشنتوية والبوذية، هي إلهة الماء والزمن والكلام والمعرفة والموسيقى. بدأت عبادتها في اليابان ما بين القرنين السادس والثامن وبني لها عدة معابد في اليابان.
بينزايتين مستمدة من إلهة المياه الهندوسية ساراسواتي. وهي تمثل فضائل الموسيقى والبلاغة والحكمة، وغالبا ما تُصوَّر وهي تحمل "بيوا (آلة موسيقية يابانية تقليدية تشبه العود)". وعلى الرغم من أن اسمها يكتب في الأصل باللغة اليابانية على النحو التالي (弁 才 天)، إلا أن ارتباطها بالثروة في اليابان يعني أن اسمها يمكن يكتب أحيانا هكذا (弁 財 天) وذلك بتغيير الحرف الصيني الأوسط من 才 (عبقري) إلى 財 (ثروة)، وكلتا الكتابتين تلفظان بينزايتين.
تنتشر في جميع أنحاء اليابان معابد تُعرف بـ"زينيأراي بينتين"، حيث "بينتين" هو الاسم المبسط لبينزايتين و "زينيأراي" يعني حرفيا "غسل المال". وكما يوحي الاسم، يمكن للناس غسل أموالهم في مياه الينابيع الموجودة في تلك المعابد، على أمل أن تتكاثر وتجلب لهم الثروة. المكان الأكثر شهرة بالقرب من طوكيو لتجربة هذا الطقس هو معبد زينيأراي بينزايتين في كاماكورا بمحافظة كاناغاوا.